# Budimpeštanski metro
Budimpeštanski metro (na mađarskom jeziku „Budapesti metró“) sustav je brzog javnog prijevoza u Budimpešti. Ovo je jedan od najstarijih sustava podzemne željeznice u svijetu. Dnevno prevozi oko 830.000 putnika.

## Povijest
Prvobitna svrha prve linije bila je da olakša promet do Budimpeštanskog gradskog parka. Međutim, gradske vlasti su se oduvijek protivile tome da se promet odvija preko Andraševe avenije, koja je postala najčuvenijom ulicom u gradu i dijelom svjetske baštine. Nacionalna skupština 1870. godine ipak je prihvatila plan te je 1894. započela izgradnja koja je bila povjerena nemačkoj tvrtki Siemens & Hanke AG. Trebalo je dvije godine da 2.000 radnika s tada najnovijom opremom završe posao. Linija je u potpunosti građena metodom „cut-and-cover“. U promet je puštena 2. svibnja 1896. godine, na tisućutu godišnjicu dolaska Mađara u njihovu današnju državu, a svečano ju je otvorio car Franjo Josip I. Ukupna dužina tračnica iznosila je 3.7 km, a bilo je 11 postaja (od toga 9 podzemnih i 2 nadzemne).
Planovi za druge dvije linije koje bi povezivale pravce sjever-jug i istok-zapad napravljeni su već 1895., ali se nije krenulo u realizaciju. Noviji planovi napravljeni su 1942., a vijeće ministara donijelo je uredbu za početak gradnje 1950. godine. Zbog politički i financijskih razloga radovi su stalno odgađani. Linija 2 konačno je otvorena 4. travnja 1970. i tada je imala 7 postaja. 
Godine 1973. obje su linije produžene (Linija 1 s jednom, a Linija 2 s 4 nove postaje). Iste godine održavanje metroa preuzelo je Budimpeštansko prijevozo društvo. Obilježavanje metro linija bojama počelo je 1976., kada je prvi dio treće linije otvorena za javnost. Prva linija je postala žuta, druga crvena a treća plava.
U godinama koje slijede provedeno je još nekoliko proširivanja postojeće mreže tračnica. Najznačajnije je ono tijekom 1980-ih i 1990-ih, kada je Linija 1 bitno rekonstruirana. 

## Osnovne informacije
Dok su Linije 2 i 3 novijeg postanka, Linija 1 podsjeća na doba 1890-tih; s parketom, klupama, drvenim prozorima i osvjetljenjem toga vremena. Svaka postaja je ujedno i mali muzej sa slikama i informacijama. Također, od 2002. godine nalazi se na popisu svjetske baštine pod zaštitom UNESCO-a.
Sustav budimpeštanskog metroa danas ima 4 linije (Linija 1 – žuta, Linija 2 – crvena, Linija 3 – plava i Linija 4 – zelena). Ukupno ima 52 postaje na 38,2 km tračnica. Funkcioniranjem metroa i danas upravlja tvrtka BKV (Budimpeštansko prijevozno društvo). Vlakovi na linijama prometuju od 04:30 h do 23:10 h. Na Badnjak voze samo do 15:00 h, a u Novogodišnjoj noći imaju produženo radno vrijeme.

## Vozni park u sadašnjosti
| Slika | Tip                      | Linije                                           | Podtipi          |
| ----- | ------------------------ | ------------------------------------------------ | ---------------- |
|       | Ganz                     |                                                  |                  |
|       | Alstom Metropolis AM5-M2 |                                                  |                  |
|       | Metrovagonmaš Ev3        |                                                  | 81-717.2K/714.2K |
|       | Metrovagonmaš 81-717/714 | 81-717.2/714.2 81-717.2M/714.2M 81-717.2K/714.2K |                  |
|       | Alstom Metropolis AM4-M4 |                                                  |                  |

## Budućnost
U planu je izgradnja Linije 5, proširenje i modernizacija Linije 3.